# Macrosolen platyphyllus
Macrosolen platyphyllus är en tvåhjärtbladig växtart som först beskrevs av George King, och fick sitt nu gällande namn av Danser. Macrosolen platyphyllus ingår i släktet Macrosolen och familjen Loranthaceae. Inga underarter finns listade i Catalogue of Life.